# Melankhlainok

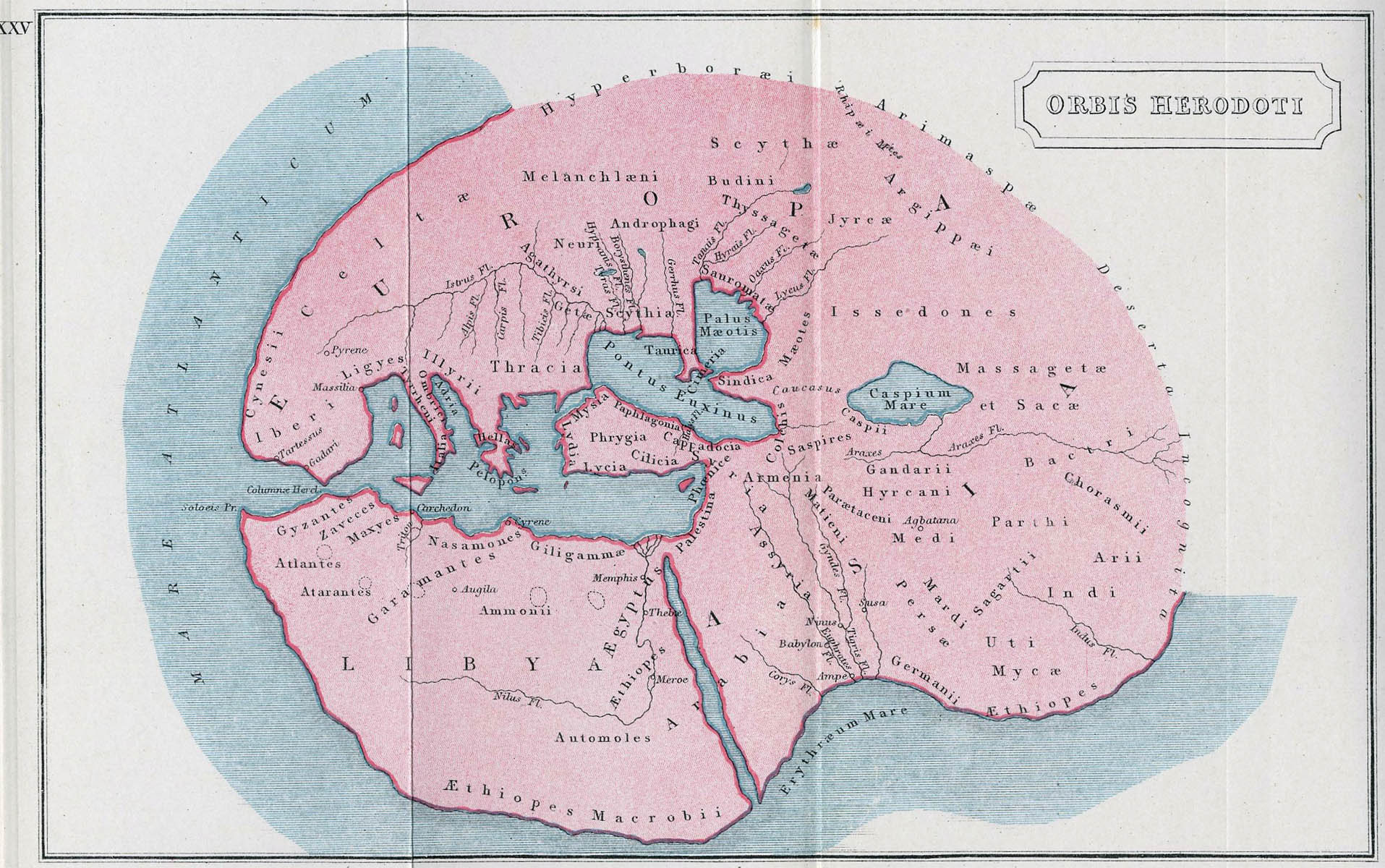
A melankhlainok és szomszédaik lakóhelye Hérodotosz leírása szerint

A görög melankhlainoi (μελάγχλαινοι) kifejezés jelentése fekete köpenyesek. E nevet első ízben Hékataiosz említi az i. e. 6. század végén – kelet-európai szkíta népet jelöl vele –, és azután Hérodotosz az i. e. 5. század közepén. Utóbbi szerint nevezettek nem szkíták – érthetjük így is: nem királyi szkíták –, de szkíta szokás szerint élnek. Szerzőnk némi szerepet tulajdonít nekik a perzsák királyi szkíták ellen vezetett hadjáratában is (IV. könyv, 119. és 125. szakasz).
A fekete köpenyt viselők magukat bizonyosan nem ilyen címmel illették, saját nevüket azonban nem ismerjük.
A fekete köpenyesek szálláshelyét régebben Kelet-Európa északi felében keresték, jóllehet nevezettek a királyi szkíták tőszomszédságában laktak. Fő fészkük legvalószínűbben a Don mellékén, a mai Voronyezs környékén lehetett.
Hérodotosz tudósítása szerint az Urál folyó és a Donyec közötti pusztát a thüsszageták birtokolták. Ebből következtetve a fekete köpenyesek a szóban forgó nép egyik csoportját képviselhették.

## A nép és lakóhelye
Hérodotosz ekképpen ír a fekete köpenyesnek nevezett népről, szálláshelyéről, illetve királyi szomszédjáról:
„Gerrhus folyóján tul már az ugynevezett királyi földek vannak s a legvitézebb és legszámosabb scythák, kik azt tartják, hogy a többi scythák az ő szolgáik. Ezek elnyulnak dél felé Taurisig, kelet felé azon árokig, melyet a vakoknak fiai ástak, és Mäotis tavának kikötőjeig, mely Krimninek neveztetik. Egy részök pedig elnyul Tanais folyójáig. De a királyi scythákon tul az éjszaki szél felé laknak a feketeköpenyesek, más nép és nem scythai. A feketeköpenyeseken tul pedig mocsárok vannak és a mennyire tudjuk embernélküli sivatag.” – IV. könyv, 20. szakasz (Télfy János fordítása).
„Scythaországot tehát Istertől kezdve és fölfelé menve a bentartományba határolják először az Agathyrsok, azután a Neurok, továbbá az Emberfalók, végre pedig a Melanchlänok.” – IV. könyv, 100. szakasz (Télfy János fordítása).
A Gerrhosznak nevezett folyó a Dnyeper, a Taurisz pedig a Krími-hegység. A vakok – Hérodotosz, félreértés okán, a királyi szkíták szolgáit nevezi így – fiai által ásott árok vélhetően természeti képződmény a Kercsi-félszigeten. A Maeótisz tavának neve ma Azovi-tenger, a Tanaisz pedig a Don.
Az Iszter megfelelője az Al-Duna. A felsorolt népek pedig az agathürszök, a neurok és az emberfalóknak (anthropophagoi) címzett nemzetség. Az agathürszök szkíták voltak; a Dnyeszter vidékén, illetve attól nyugatra stb. éltek. A neurok és az emberevőknek nevezettek balti-szlávok ősei lehettek. Előbbiek az Erdővidék (Poleszje) mocsaras síkságán laktak, utóbbiak pedig a Gyeszna folyó környékén, a zárt erdők övében.
A fekete köpenyesek viseletéről, nevéről és szokásairól Hérodotosz ekképpen nyilatkozik:
„A Melanchlänek mindnyájan fekete ruhát viselnek, mitől nevezetöket is bírják. Élnek pedig scytha szokásokkal.” – IV. könyv, 107. szakasz (Télfy János fordítása).
A thüsszageták országáról értekezvén pedig ezeket mondja:
„Tul a pusztán laknak a Thyssagéták, honnan négy nagy folyó folyván a Mäóták földén keresztül, beömlenek az úgynevezett Mäótis tavába, melyek nevei következők: Lycus, Oar, Tanais, Syrgis.” – IV. könyv, 123. szakasz (Télfy János fordítása).
A nevezett folyók, Lükosz (Λυκος), Oarosz (Οαρος), Tanaisz (Ταναις), Szürgisz (Συργις) – más helyen Hürgisz (Υργις) – rendre megfelelnek a következőknek: Urál folyó, Volga, Don, Donyec. Mivel a fekete köpenyesek – ez látszik leginkább valószínűnek – a Don mellékén éltek, ennélfogva alighanem a thüsszageták egyik csoportját képviselték.
Grakov a melankhlainokat a szauromaták egyik törzsével – szaudaratai (σαυδαραται) – kapcsolja össze. Szerinte a görögök által fekete köpenyesnek nevezettek a vaskori Szula–Don műveltség népességét képviselték.